# Indotipula leucopyga
Indotipula leucopyga är en tvåvingeart som först beskrevs av Frederik Maurits van der Wulp 1885.  Indotipula leucopyga ingår i släktet Indotipula och familjen storharkrankar. Inga underarter finns listade i Catalogue of Life.